# Parga achromoptera
Parga achromoptera är en insektsart som först beskrevs av Karsch 1896.  Parga achromoptera ingår i släktet Parga och familjen gräshoppor. Inga underarter finns listade i Catalogue of Life.